# Station Flemingsberg
Flemingsberg is een spoorwegstation in de wijk Flemingsberg in de Zweedse gemeente Huddinge.

## Geschiedenis
Het station werd op 27 mei 1990 een langeafstandsstation en kreeg de dubbele naam Stockholm Syd-Flemingsberg, als beoogd tegenhanger van Häggvik dat zou worden uitgebouwd tot Stockholm Noord.  In 1995 werd de Grödinge-lijn in gebruik genomen door langeafstandstreinen. De sporen van deze lijn lopen aan de buitenzijde van het station langs de buitenste eilandperrons. De binnenzijde van deze perrons kent sporen die zowel op de Grödinge-lijn als het tracé uit 1860 zijn aangesloten. Het middelste van de drie eilandperrons is exclusief voor het voorstadsverkeer en heeft bovendien ook een toegang aan het noordeinde. Sinds 2001 heet het station opnieuw alleen Flemingsberg.

## Verkeer
Het station heeft een P&R voorziening en is ook een halte voor vele buslijnen van SL. De spoorverbindingen lopen in drie richtingen; 
- Södertälje C. over de spoorlijn 1860 met de voorstadsdiensten.
- Södertälje S. over de Grödinge-lijn met langeafstandstreinen en regionale treinen.
- Naar het noorden met langeafstandstreinen en regionale treinen naar Stockholm C. en voorstadsdiensten naar Stockholm City.

De reistijden met de voorstadstrein bedragen 18 minuten naar het centrum, 58 minuten naar Arlanda, 75 minuten naar Uppsala en 25 minuten naar Södertälje.

## Ombouw
In de periode 2014-2018 werd het station van Flemingsberg omgebouwd samen met een verlegging en verbetering van provinciale weg 226 parallel aan het spoor. In verband met de geplande zomersluitingen in 2018 – 2020 ten behoeve van de aanleg van de Citybanan en het onderhoud aan de spoorbruggen in het centrum had de Zweedse vervoersautoriteit Flemingsberg aangewezen als eind/begin punt voor het langeafstandsverkeer tijdens die sluitingen. Hiertoe werd een spoor toegevoegd en het perron, voor de langeafstandsdiensten richting het noorden, verbreed. Reizigers moesten tijdens de sluitingen in Flemingsberg overstappen tussen de langeafstandsdiensten en de pendeltåg

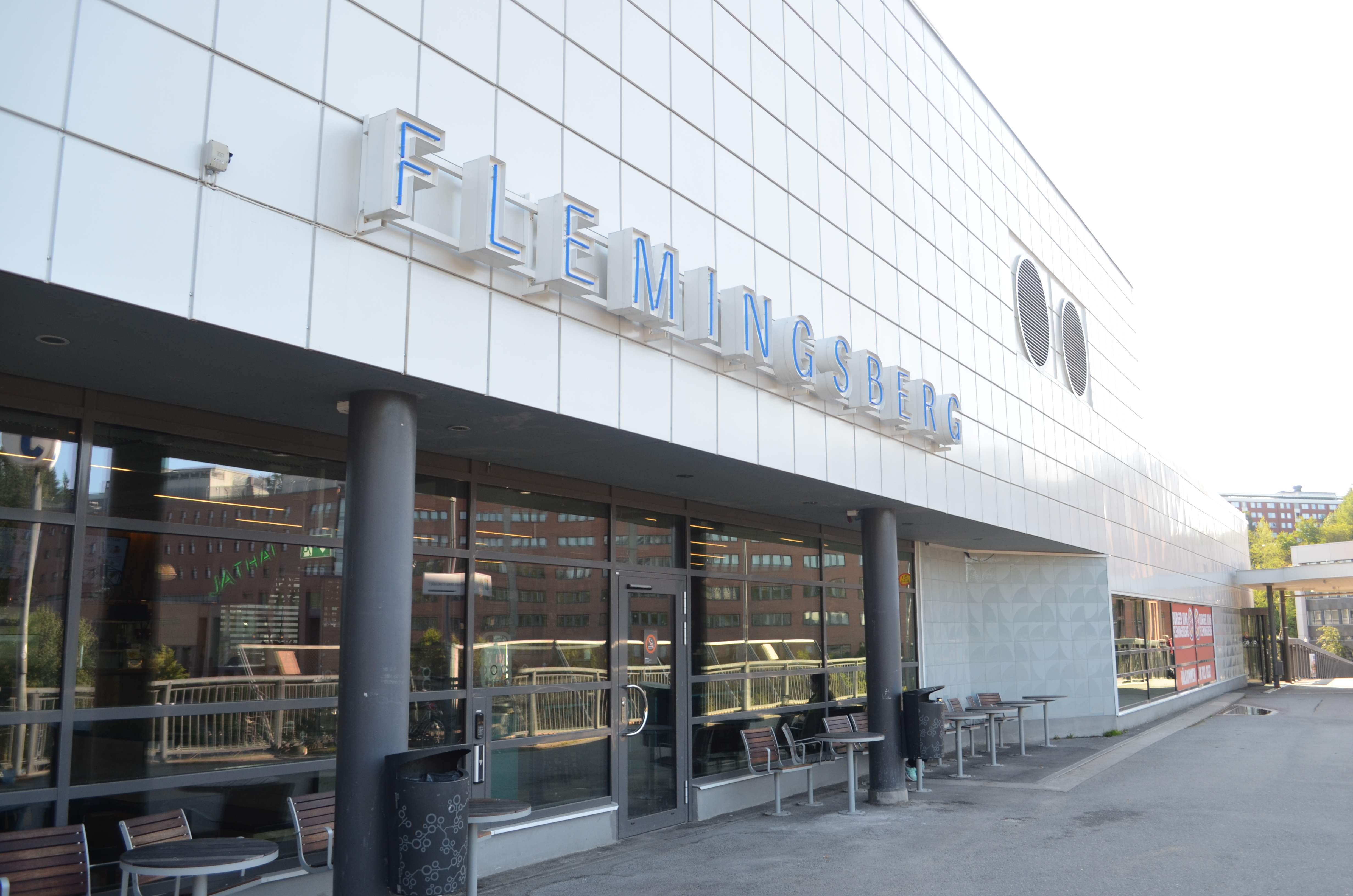
De ingang van het station.
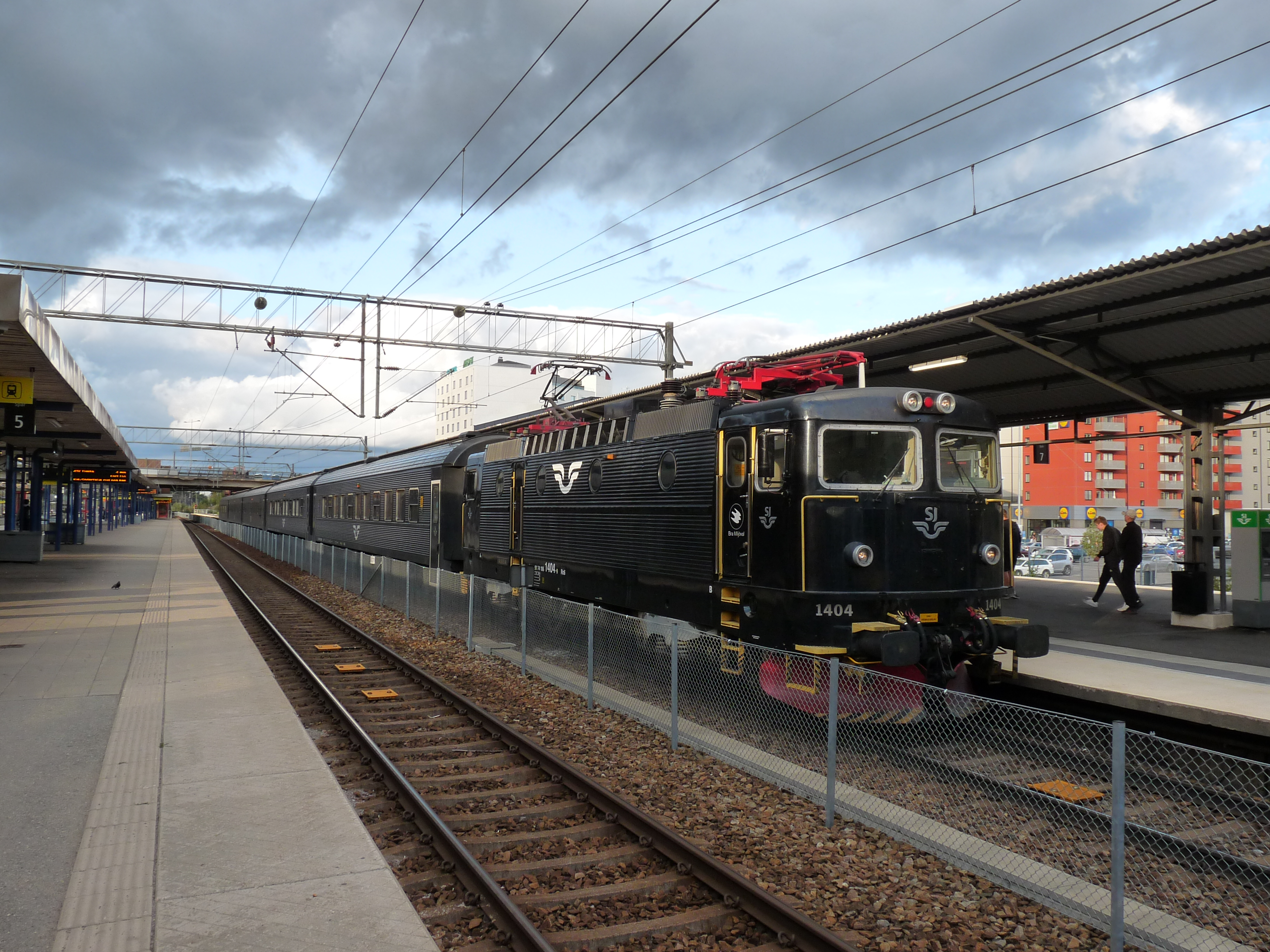
Langeafstandstrein opweg naar Stockholm.
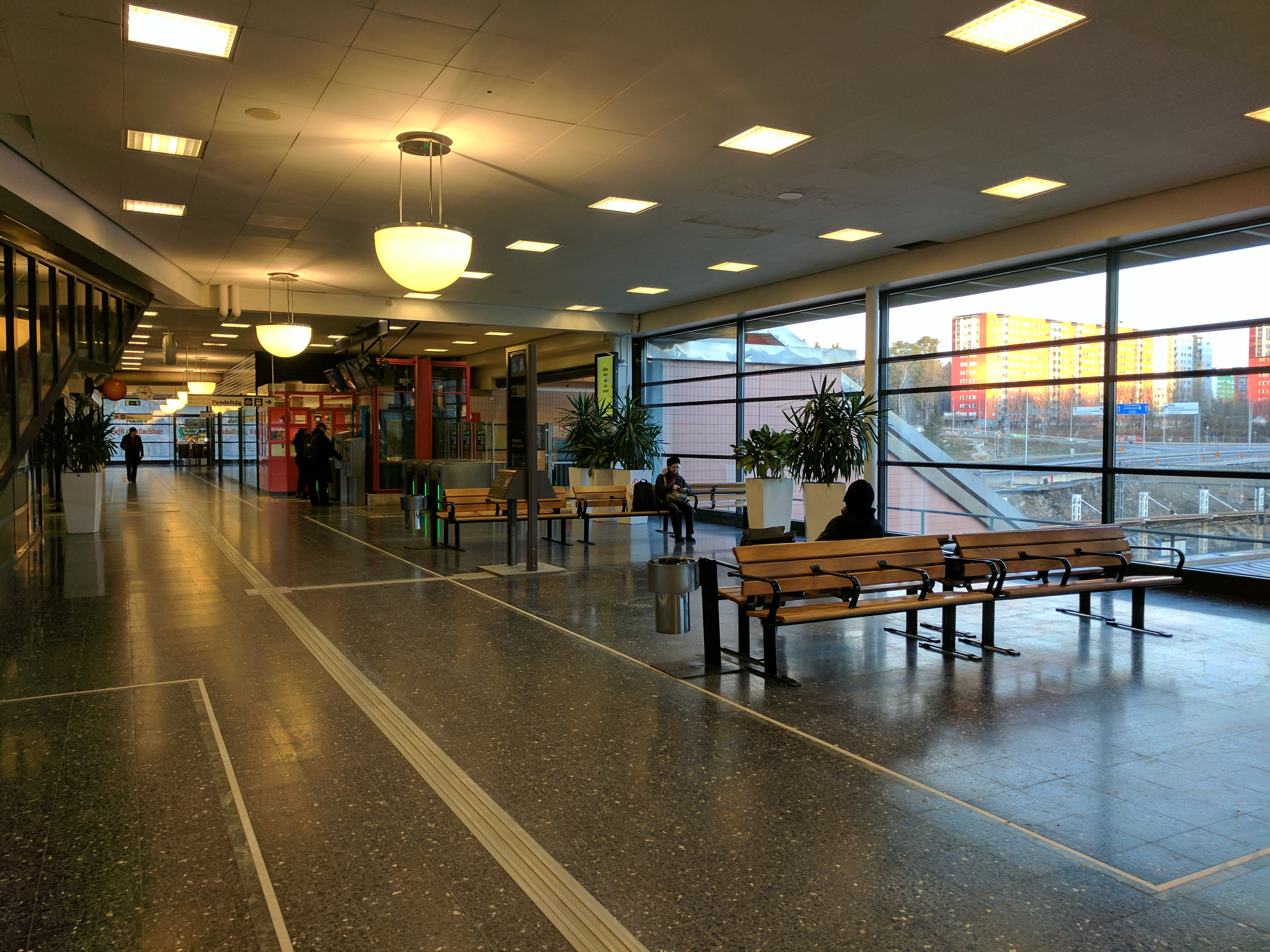
Interieur van de stationshal